# Sérgio Faife
Sérgio Faife Matsolo (né le 26 avril 1970 au Mozambique portugais) est un footballeur international mozambicain, qui évoluait au poste de défenseur.

## Biographie

### Carrière en sélection
Avec l'équipe du Mozambique, il joue entre 1995 et 2008. 
Il figure dans le groupe des sélectionnés lors des CAN de 1996 et de 1998, où son équipe est éliminée à chaque fois au premier tour.
Il joue également 4 matchs comptant pour les tours préliminaires de la coupe du monde, lors des éditions 1998 et 2006.

## Palmarès
- Champion du Mozambique en 2005 avec le Ferroviário Maputo
- Vainqueur de la Coupe du Mozambique en 1997 avec Costa do Sol et en 2004 avec le Ferroviário Maputo